# Championnats d'Europe de cross-country 2017
Navigation
Chia 2016 Tilbourg 2018
Les 24e Championnats d'Europe de cross-country (en anglais: 24th SPAR European Cross Country Championships) se déroulent le 10 décembre 2017 à Šamorín, en Slovaquie.

## Compétition
Les Championnats d'Europe de cross-country comprennent sept épreuves au total avec l'ajout du relais mixte depuis cette année. Les distances varient en fonction de la catégorie (Seniors, Espoirs, Juniors) et du sexe (Hommes, Femmes).
| Catégorie | Hommes   | Femmes  | Relais mixte |
| --------- | -------- | ------- | ------------ |
| Seniors   | 10 180 m | 8 230 m | 6 280 m      |
| Espoirs   | 8 230 m  | 6 280 m | non disputé  |
| Juniors   | 6 280 m  | 4 180 m | non disputé  |

## Résultats

### Seniors

#### Hommes
| Rang | Athlète             | Pays            | Temps |
| ---- | ------------------- | --------------- | ----- |
|      | Kaan Kigen Özbilen  | Turquie         | 29:45 |
|      | Adel Mechaal        | Espagne         | 29:54 |
|      | Andrew Butchart     | Grande-Bretagne | 30:00 |
| 4    | Hassan Chahdi       | France          | 30:01 |
| 5    | Soufiane Bouchikhi  | Belgique        | 30:04 |
| 6    | Ben Connor          | Grande-Bretagne | 30:08 |
| 7    | Aras Kaya           | Turquie         | 30:14 |
| 8    | Daniel Mateo        | Espagne         | 30:16 |
| 9    | Polat Kemboi Arıkan | Turquie         | 30:17 |
| 10   | Ayad Lamdassem      | Espagne         | 30:18 |
| 11   | Henrik Ingebrigtsen | Norvège         | 30:19 |
| 12   | Richard Ringer      | Allemagne       | 30:24 |
| 13   | Lander Tijtgat      | Belgique        | 30:25 |
| 14   | Javier Guerra       | Espagne         | 30:29 |
| 15   | Sean Tobin          | Irlande         | 30:43 |
| 16   | Rui Pinto           | Portugal        | 30:44 |
| 17   | Lorenzo Dini        | Italie          | 30:44 |
| 18   | Djilali Bedrani     | France          | 30:44 |
| 19   | Hugh Armstrong      | Irlande         | 30:46 |
| 20   | Samuel Barata       | Portugal        | 30:46 |

| Rang | Équipe                                                      | Points     |
| ---- | ----------------------------------------------------------- | ---------- |
|      | Turquie Kaan Kigen Özbilen, Aras Kaya, Polat Kemboi Arıkan  | 1+7+9=17   |
|      | Espagne Adel Mechaal, Daniel Mateo, Ayad Lamdassem          | 2+8+10=20  |
|      | Grande-Bretagne Andrew Butchart, Ben Connor, Tom Lancashire | 3+6+26=35  |
| 4    | France Hassan Chahdi, Djilali Bedrani, Benjamin Choquert    | 4+18+34=56 |

#### Femmes
| Rang | Athlète                   | Pays            | Temps |
| ---- | ------------------------- | --------------- | ----- |
|      | Yasemin Can               | Turquie         | 26:48 |
|      | Meraf Bahta               | Suède           | 27:03 |
|      | Karoline Bjerkeli Grøvdal | Norvège         | 27:04 |
| 4    | Roxana Bârcă              | Roumanie        | 27:21 |
| 5    | Elena Burkard             | Allemagne       | 27:21 |
| 6    | Charlotte Taylor          | Grande-Bretagne | 27:23 |
| 7    | Fabienne Schlumpf         | Suisse          | 27:24 |
| 8    | Emelia Gorecka            | Grande-Bretagne | 27:34 |
| 9    | Gemma Steel               | Grande-Bretagne | 27:41 |
| 10   | Stephanie Twell           | Grande-Bretagne | 27:43 |
| 11   | Ancuța Bobocel            | Roumanie        | 27:46 |
| 12   | Fionnuala McCormack       | Irlande         | 27:48 |
| 13   | Trihas Gebre              | Espagne         | 27:53 |
| 14   | Viktoriya Kalyuzhna       | Ukraine         | 27:54 |
| 15   | Lily Partridge            | Grande-Bretagne | 27:55 |
| 16   | Cristina Simion           | Roumanie        | 27:58 |
| 17   | Nuria Lugueros            | Espagne         | 27:59 |
| 18   | Sara Catarina Ribeiro     | Portugal        | 28:00 |
| 19   | Maria Larsson             | Suède           | 28:05 |
| 20   | Marta Pen                 | Portugal        | 28:12 |

| Rang | Équipe                                                        | Points      |
| ---- | ------------------------------------------------------------- | ----------- |
|      | Grande-Bretagne Charlotte Taylor, Emelia Gorecka, Gemma Steel | 6+8+9=23    |
|      | Roumanie Roxana Bârcă, Ancuța Bobocel, Cristina Simion        | 4+11+16=31  |
|      | Turquie Yasemin Can, Özlem Kaya, Esma Aydemir                 | 1+26+27=54  |
| 4    | Portugal Sara Catarina Ribeiro, Marta Pen, Inês Monteiro      | 18+20+22=60 |

#### Relais mixte
L'ordre du relais imposé par l'organisateur est femme-homme-femme-homme.
| Rang | Pays                                                                                     | Temps       |
| ---- | ---------------------------------------------------------------------------------------- | ----------- |
|      | Grande-Bretagne Melissa Courtney, Cameron Boyek, Sarah McDonald, Tom Marshall            | 18 min 24 s |
|      | Tchéquie Simona Vrzalová, Filip Sasínek, Kristiina Mäki, Jakub Holuša                    | 18 min 25 s |
|      | Espagne Solange Pereira, Víctor Ruiz, Esther Guerrero, Jesús Gómez                       | 18 min 26 s |
| 4    | Suède Linn Nilsson, Emil Blomberg, Hanna Hermansson, Daniel Lundgren                     | 19 min 02 s |
| 5    | France Élodie Normand, Martin Casse, Maëva Danois, Samir Dahmani                         | 19 min 04 s |
| 6    | Italie Elena Bello, Mohad Abdikadar Sheik Ali, Chiara Casolari, Lorenzo Pilati           | 19 min 10 s |
| 7    | Allemagne Diana Sujew, Maximilian Thorwirth, Denise Krebs, Marius Probst                 | 19 min 10 s |
| 8    | Turquie Sebahat Akpinar, Ramazan Özdemir, Emina Tuna, Levent Ateş                        | 19 min 14 s |
| 9    | Ukraine Nataliya Batrak, Yuriy Kyshchenko, Lyubov Sukhovirska, Volodymyr Kyts            | 19 min 26 s |
| 10   | Danemark Line Kalstrup Schulz, Nick Jensen, Laura Rosing Møller, Jacob Ilbjerg Stengaard | 19 min 36 s |
| 11   | Slovaquie Kristína Hegedüsová, Jozef Pelikán, Katarina Belová, Jozef Repčík              | 20 min 31 s |

### Espoirs

#### Hommes
| Rang | Athlète                   | Pays            | Temps |
| ---- | ------------------------- | --------------- | ----- |
|      | Jimmy Gressier            | France          | 24:35 |
|      | Hugo Hay                  | France          | 24:37 |
|      | Yemaneberhan Crippa       | Italie          | 24:42 |
| 4    | Emmanuel Roudolff-Levisse | France          | 24:43 |
| 5    | Carlos Mayo               | Espagne         | 24:46 |
| 6    | Simon Debognies           | Belgique        | 24:47 |
| 7    | Alexis Miellet            | France          | 24:47 |
| 8    | Topi Raitanen             | Finlande        | 24:47 |
| 9    | Robin Hendrix             | Belgique        | 24:48 |
| 10   | Süleyman Bekmezci         | Turquie         | 24:49 |
| 11   | Michael Somers            | Belgique        | 24:49 |
| 12   | Mahamed Mahamed           | Grande-Bretagne | 24:50 |
| 13   | Chris Olley               | Grande-Bretagne | 24:52 |
| 14   | Dorian Boulvin            | Belgique        | 24:58 |
| 15   | Mohamed-Amine El Bouajaji | France          | 25:02 |

| Rang | Équipe                                                      | Points      |
| ---- | ----------------------------------------------------------- | ----------- |
|      | France Jimmy Gressier, Hugo Hay, Emmanuel Roudolff-Levisse  | 1+2+4=7     |
|      | Belgique Simon Debognies, Robin Hendrix, Michael Somers     | 6+9+11=26   |
|      | Grande-Bretagne Mahamed Mahamed, Chris Olley, Patrick Dever | 12+13+16=41 |
| 4    | Espagne Carlos Mayo, Sergio Paniagua, Yago Rojo             | 5+17+23=45  |

#### Femmes
| Rang | Athlète                 | Pays            | Temps |
| ---- | ----------------------- | --------------- | ----- |
|      | Alina Reh               | Allemagne       | 20:22 |
|      | Konstanze Klosterhalfen | Allemagne       | 20:25 |
|      | Jessica Judd            | Grande-Bretagne | 20:45 |
| 4    | Amy-Eloise Neale        | Grande-Bretagne | 20:59 |
| 5    | Amy Griffiths           | Grande-Bretagne | 21:02 |
| 6    | Isabelle Brauer         | Suède           | 21:09 |
| 7    | Anna-Emilie Møller      | Danemark        | 21:14 |
| 8    | Weronika Pyzik          | Pologne         | 21:18 |
| 9    | Mhairi MacLennan        | Grande-Bretagne | 21:26 |
| 10   | Phoebe Law              | Grande-Bretagne | 21:26 |
| 11   | Emine Tuna              | Turquie         | 21:27 |
| 12   | Anna Gehring            | Allemagne       | 21:28 |
| 13   | Philippa Bowden         | Grande-Bretagne | 21:29 |
| 14   | Valeriya Zinenko        | Ukraine         | 21:32 |
| 15   | Emma Oudiou             | France          | 21:34 |

| Rang | Équipe                                                        | Points      |
| ---- | ------------------------------------------------------------- | ----------- |
|      | Grande-Bretagne Jessica Judd, Amy-Eloise Neale, Amy Griffiths | 3+4+5=12    |
|      | Allemagne Alina Reh, Konstanze Klosterhalfen, Anna Gehring    | 1+2+12=15   |
|      | Turquie Emine Tuna, Büsra Koku, Yayla Kiliç                   | 11+16+19=46 |
| 4    | Suède Isabelle Brauer, Sara Christiansson, Isabella Andersson | 6+21+25=52  |

### Juniors

#### Hommes
| Rang | Athlète                 | Pays            | Temps |
| ---- | ----------------------- | --------------- | ----- |
|      | Jakob Ingebrigtsen      | Norvège         | 18:39 |
|      | Ramazan Barbaros        | Turquie         | 18:41 |
|      | Louis Gilavert          | France          | 18:45 |
| 4    | Yani Khelaf             | France          | 18:47 |
| 5    | Miguel González         | Espagne         | 18:48 |
| 6    | Adrian Garcea           | Roumanie        | 18:48 |
| 7    | Annasse Mahboub         | Espagne         | 18:49 |
| 8    | Ignacio Fontes          | Espagne         | 18:50 |
| 9    | Mario García            | Espagne         | 18:50 |
| 10   | Markus Görger           | Allemagne       | 18:50 |
| 11   | Tim van de Velde        | Belgique        | 18:51 |
| 12   | Dorin Andrei Rusu       | Roumanie        | 18:52 |
| 13   | Tariku Novales          | Espagne         | 18:54 |
| 14   | Matthew Willis          | Grande-Bretagne | 18:57 |
| 15   | Andreas Holst Lindgreen | Danemark        | 19:01 |

| Rang | Équipe                                                          | Points      |
| ---- | --------------------------------------------------------------- | ----------- |
|      | Espagne Miguel González, Annasse Mahboub, Ignacio Fontes        | 5+7+8=20    |
|      | France Louis Gilavert, Yani Khelaf, Ilyes Boum                  | 3+4+20=27   |
|      | Turquie Ramazan Barbaros, Abdurrahman Gediklioglu, Ömer Amaçtan | 2+21+26=49  |
| 4    | Belgique Tim van de Velde, Dries De Smet, John Heymans          | 11+16+24=51 |

#### Femmes
| Rang | Athlète               | Pays            | Temps |
| ---- | --------------------- | --------------- | ----- |
|      | Harriet Knowles-Jones | Grande-Bretagne | 13:48 |
|      | Lili Tóth             | Hongrie         | 13:59 |
|      | Miriam Dattke         | Allemagne       | 14:03 |
| 4    | Jasmijn Lau           | Pays-Bas        | 14:05 |
| 5    | Nadia Battocletti     | Italie          | 14:07 |
| 6    | Francesca Tommasi     | Italie          | 14:07 |
| 7    | Mathilde Sénéchal     | France          | 14:08 |
| 8    | Alberte Kjær Pedersen | Danemark        | 14:09 |
| 9    | Cari Hughes           | Grande-Bretagne | 14:15 |
| 10   | Sophie Murphy         | Irlande         | 14:15 |
| 11   | Khahisa Mhlanga       | Grande-Bretagne | 14:16 |
| 12   | Niamh Brown           | Grande-Bretagne | 14:17 |
| 13   | Marta García          | Espagne         | 14:17 |
| 14   | Tatsiana Shabanava    | Biélorussie     | 14:17 |
| 15   | Lucía Rodríguez       | Espagne         | 14:18 |

| Rang | Équipe                                                              | Points      |
| ---- | ------------------------------------------------------------------- | ----------- |
|      | Grande-Bretagne Harriet Knowles-Jones, Cari Hughes, Khahisa Mhlanga | 1+9+11=21   |
|      | Italie Nadia Battocletti, Francesca Tommasi, Elisa Cherubini        | 5+6+22=33   |
|      | Espagne Marta García, Lucía Rodríguez, Carla Gallardo               | 13+15+19=47 |
| 4    | France Mathilde Sénéchal, Alexa Lemitre, Julie Lejarraga            | 7+23+30=60  |

## Tableau des médailles
| Rang  | Nation          | Or | Argent | Bronze | Total |
| ----- | --------------- | -- | ------ | ------ | ----- |
| 1     | Grande-Bretagne | 5  | 0      | 4      | 9     |
| 2     | Turquie         | 3  | 1      | 3      | 7     |
| 3     | France          | 2  | 2      | 1      | 5     |
| 4     | Espagne         | 1  | 2      | 2      | 5     |
| 5     | Allemagne       | 1  | 2      | 1      | 4     |
| 6     | Norvège         | 1  | 0      | 1      | 2     |
| 7     | Italie          | 0  | 1      | 1      | 2     |
| 8     | Belgique        | 0  | 1      | 0      | 1     |
| 8     | Tchéquie        | 0  | 1      | 0      | 1     |
| 8     | Hongrie         | 0  | 1      | 0      | 1     |
| 8     | Roumanie        | 0  | 1      | 0      | 1     |
| 8     | Suède           | 0  | 1      | 0      | 1     |
| Total | Total           | 13 | 13     | 13     | 39    |